# 221149 Cindyfoote
221149 Cindyfoote è un asteroide della fascia principale. Scoperto nel 2005, presenta un'orbita caratterizzata da un semiasse maggiore pari a 2,6130194 UA e da un'eccentricità di 0,0350283, inclinata di 3,88047° rispetto all'eclittica.